# ورزشگاه ژنرال لانسانا کونته
ورزشگاه ژنرال لانسانا کونته (انگلیسی: General Lansana Conté Stadium) یک ورزشگاه چندمنظوره در شهر کوناکری، گینه است.
این ورزشگاه که در سال ۲۰۱۱ تاسیس شده دارای ۳۰٬۰۰۰ نفر ظرفیت است و ورزشگاه خانگی تیم ملی فوتبال گینه محسوب میشود.